# Молочай (река)
Молочай — река в России, протекает в Александровском районе Оренбургской области. Правый приток реки Ток.

## География
Река Молочай берёт начало восточнее села Юртаево. Течёт на юг. Устье реки находится в 243 км по правому берегу реки Ток. Длина реки составляет 34 км.
Наиболее правый приток Молочая — река Султакай.
На реке расположено село Александровка.

## Данные водного реестра
По данным государственного водного реестра России относится к Нижневолжскому бассейновому округу, водохозяйственный участок реки — Самара от Сорочинского гидроузла до водомерного поста у села Елшанка, речной подбассейн реки — подбассейн отсутствует. Речной бассейн реки — Волга от верховий Куйбышевского вдхр. до впадения в Каспий.
Код объекта в государственном водном реестре — 11010001012112100006815.